# Ossa de Montiel
Ossa de Montiel és un municipi situat al nord-oest de la província d'Albacete, que es troba a 85 km de la capital de la província. En 2009 comptava amb 2.706 habitants, segons dades de l'[INE]: 1.348 dones i 1.358 homes.
Dintre del nucli urbà de la localitat se situa l'església parroquial de Santa Maria Magdalena. El temple és una construcció gòtica de principis del segle xvi, formada per planta rectangular, arcs de diafragma transversals, coberta mudèjar de fusta i cor alt als peus, sostingut per pilars. En l'exterior la façana està rematada per una curiosa espadanya i la portada s'obre en arc de mig punt.
Gran part del Parc Natural de les Llacunes de Ruidera pertany a aquesta població. La cova de Montesinos es troba a 5 quilòmetres d'aquesta localitat en direcció a les Llacunes de Ruidera. És una cova càrstica de poca profunditat. Miguel de Cervantes centra el desenvolupament del capítol XXII de la segona part del Quixot de la Manxa en aquesta cova. A uns 7 km de la població hi ha el castell de Rochafrida, construït durant l'època musulmana, en el segle xii. El castell, encara que ja en estat de ruïna progressiva, segueix tenint un alt valor històric.

## Demografia
| 1900  | 1950  | 1970  | 1981  | 1990  | 1995  | 2000  | 2006  | 2007  | 2008  | 2009  |
| ----- | ----- | ----- | ----- | ----- | ----- | ----- | ----- | ----- | ----- | ----- |
| 1.306 | 3.545 | 2.802 | 2.665 | 2.894 | 2.875 | 2.774 | 2.788 | 2.738 | 2.727 | 2.706 |